# 黑领剑蛇
黑领剑蛇（学名：Sibynophis collaris）为游蛇科剑蛇属的爬行动物。在中国大陆，分布于西藏、云南等地，多栖息于山区海拔1000米左右的路边石块旁。该物种的模式产地在印度阿萨姆。

## 保护
本种于2023年被收录入《有重要生态、科学、社会价值的陆生野生动物名录》。